# Бозшаколь (рудник)
Бозшаколь (рудник) — підприємство гірничорудної промисловості на північному сході Казахстану, створене для розробки однойменного мідного родовища.
У 2015 році на Бозшаколі почався попередній видобуток руди, а на початку 2016-го стала до ладу збагачувальна фабрика сульфідних руд, здатна приймати 25 млн тонн руди на рік. Восени того ж року почались пуско-налагоджувальні роботи на фабриці по переробці каолінізованої руди річною продуктивністю 5 млн тонн.
Станом на кінець листопада 2023 року з родовища видобули 215 млн тонн руди, а її залишкові запаси оцінювались у близько 1 млрд тонн, чого має вистачити ще на чотири десятки років. Розробка ведеться відкритим способом. На 2023 рік глибина кар'єра становила близько 200 метрів, а на час завершення розробки вона має досягнути 400 метрів.
У 2021 році рудник видобув 107 тисяч тонн міді та 3,5 тонни золота.
Електроенергію рудник отримує по ЛЕП напругою 220 кВ, яку спеціально проклали від Екібастузької ТЕС-1. Вода надходить із каналу Іртиш — Караганда («Канал імені Каниша Сатпаєва»).
Отриманий на руднику концентрат передусім спрямовується на Жезказганський мідеплавильний завод.
Проєктом опікується концерн «Казахмис».